# Alex Becerra
Alex Jesús Becerra Montoya (Ica, Perú, 16 de abril de 1976) es un exfutbolista peruano. Jugaba de mediocampista y su último club fue Alianza Atlético de la Primera División.

## Clubes
| Club               | País   | Año       |
| ------------------ | ------ | --------- |
| Sport Boys         | Perú   | 1994-1999 |
| Alianza Atlético   | Perú   | 2000-2005 |
| FBC Melgar         | Perú   | 2005      |
| Alianza Atlético   | Perú   | 2006      |
| Olympiakos Nicosia | Chipre | 2006-2007 |
| Alianza Atlético   | Perú   | 2007      |
| La Peña Sporting   | Perú   | 2008      |